# Gunan, Chongqing
Gunan (kinesiska: 古南) är ett stadsdelsdistrikt i sydvästra Kina. Det ligger i stadsdistriktet Qijiang i storstadsområdet Chongqing, omkring 60 kilometer söder om det centrala stadsdistriktet Yuzhong. 